# غينو سيغرس
غينو سيغرس (بالإنجليزية: Geno Segers)‏ هو لاعب دوري الرغبي وممثل أمريكي، ولد في 4 مارس 1978 في وينستون-سالم في الولايات المتحدة.

## أعمال

### أفلام
- (2017) عراك في عنبر 99

### مسلسلات
- بانشي
- زيك ولوثر[3]
- كاسل

## وصلات خارجية
- الموقع الرسمي
- غينو سيغرس على موقع IMDb (الإنجليزية)
- غينو سيغرس على موقع ألو سيني (الفرنسية)
- غينو سيغرس على موقع ميوزك برينز (الإنجليزية)
- غينو سيغرس على موقع أول موفي (الإنجليزية)
- غينو سيغرس على موقع قاعدة بيانات الفيلم (الإنجليزية)
- غينو سيغرس على موقع كينوبويسك (الروسية)